# Deir-el-Qamar
Deir El-Qamar (دير القمر, de Deir « couvent » et Qamar « Lune ») est un village du gouvernorat du Mont-Liban au Chouf au Liban, situé à 16 km du littoral méditerranéen et à 38 km de la capitale Beyrouth, à 800 m d'altitude moyenne. En arabe, دير القمر, le nom signifie « Le couvent de la Lune », car s'y trouvait un temple romain consacré à la Lune, à l'emplacement des actuels couvent et église Saidet El Talle. Il est situé dans le district du Chouf à côté de la ville de Beiteddine.
Aujourd'hui c'est un village majoritairement habité par des chrétiens, un des rares villages chrétiens du Chouf demeurés intacts à la fin de la guerre du Liban. Il est aussi connu pour le blocus organisé par les miliciens du Parti socialiste progressiste de Walid Joumblatt, lors de la guerre de la montagne.

## Histoire et culture
Les plus vieux documents écrits qui mentionnent Deir el-Qamar, en français médiéval « Deir elcamar » et « Deir elchamar », ainsi que tous les noms des villages du Chouf (écrit « Schouf », « Schuf » et « Sscuff »), dont certains n'existent plus aujourd'hui, remontent à 1257 et 1261 dans plusieurs actes de vente entre Julien Grenier, seigneur de Saete et Beaufort, et Iohanne de Schouf, seigneur du Schuf, et Gezin, et Anno von Sangershausen, Maître de l'Ordre des Teutoniques (« frere Anne honorable meistre de l'hopital des Alemans en Jerusalem »). Ces actes de vente sont reportés textuellement en latin et en français médiéval dans le livre Tabulae Ordinis Theutonici dont une copie se trouve à la bibliothèque publique de New York.
Ce même Julien Grenier s'était allié en 1260 aux Mamelouks contre les envahisseurs mongols qui avaient déjà occupé presque tout le Proche-Orient. De son château de Beaufort qui domine le Sud de la vallée de la Béqaa, ses soldats localisèrent une patrouille de chevaliers mongols. Il envoya ses chevaliers massacrer cette patrouille dont le chef s'est révélé être le neveu du général des armées mongoles Kitbuqa. Ce dernier organisa une expédition punitive et détruisit complètement la Saete, le siège de Julien Grenier. Les Mamelouks sont alors rentrés à Saida complètement détruite pour ne plus en ressortir. On sait aussi que Deir el-Qamar fut complètement détruite vers la même période. Mais est-ce qu'elle l'a été par les Mongols sur leur route de la Béqaa vers Saida ou par les Mamelouks poursuivant les Mongols après leur défaite à Ain Jalout, où Kitbuqa fut tué, se débarrassant en même temps des chevaliers Teutoniques qui venaient d'acquérir tout le fief du Chouf il y avait dix ans à peine ? 
Les Mamelouks confirmèrent le fief du Chouf aux émirs Druzes Maan en récompense, dans leur conquête sur ce qui restait du Royaume Croisé de Jérusalem.
Deux cent cinquante ans plus tard, en 1516, les émirs Maan s'allièrent contre les Mamelouks avec les Ottomans victorieux, qui les ont confirmés dans leurs possessions.
L'émir Fakhr ed-Din I Maan permit alors à ses ressortissants chrétiens de rebâtir Deir el-Qmar complètement détruite deux cent cinquante ans plus tôt, sachant bien qu'il y avait des vestiges d'églises chrétiennes.
Deir-el-Qamar fut la capitale de l'émirat du Mont-Liban au début du XVIIe siècle sous le règne de l'émir druze Fakhr-al-Din II, jusqu'à sa mort en 1635. Elle en resta la capitale jusqu'à la construction du palais de Beiteddine par Bachir Chehab II sur un promontoire en face de Deir el-Qamar, vers 1818.
Le village se distingue également par sa mosquée Fakhreddine du XVe siècle, son palais Fakhreddine II et le palais de l'émir Youssef Chihab (en), qui abrite aujourd'hui le conseil municipal. La synagogue de Deir el Qamar datant du XVIIe siècle se trouve également dans le village, bien que fermée au public. À son apogée, la ville était un des foyers majeurs de la tradition littéraire libanaise.
Deir el-Qamar fut encore complètement détruite à la suite des massacres de 1860 par les Druzes. Florimond de Basterot raconte dans son Journal d'un voyage en Orient et en Italie que « Deir-el-Qamar était une ville entièrement chrétienne au milieu d’un district druze. Elle était riche, prospère, et on la jalousait. Elle avait un gouverneur turc. Il désarma les habitants et leur promit de les défendre jusqu'à son dernier homme, puis il ouvrit les portes aux égorgeurs druzes, et il leur livra même les femmes et les enfants réfugiés auprès de lui dans sa résidence. Le massacre fut général. En 1861, Deir-el-Qamar était en ruines, on y voyait encore des traces horribles des massacres, du sang, des lambeaux de chair desséchés, des cheveux de femmes collés aux murailles parmi les décombres. ».
Elle fut rebâtie par un contingent français envoyé par Napoléon III revendiquant un ancien traité établi en 1523 entre le Royaume de France et l'Empire ottoman, faisant de la France la protectrice des minorités chrétiennes de l'Empire.
En 1864, les habitants de Deir el-Qamar élurent la première municipalité des provinces arabes de l'Empire ottoman après Constantinople.
Ce village conserve un aspect pittoresque remarquable, avec des maisons typiques en pierre. C'est un lieu touristique, et il fait bon se promener dans ses rues. Il a été classé en 1945 comme monument historique,,.
Pendant la guerre du Liban, la ville est, comme en 1860, le lieu de massacres perpétrés par les Druzes contre les chrétiens dans le cadre du « nettoyage ethno-religieux ».
C'est une des rares communes du Liban à avoir un plan concret d'urbanisme et à s'y tenir. Elle a souffert en octobre 2007 d'incendies de forêt de très grande ampleur qui, sans atteindre le centre historique, ont dévasté les environs boisés et en particulier les terrasses séculaires séparant la cité du palais de Beiteddine ainsi que la colline de la Croix.
Camille Chamoun, ancien président du Liban, est né dans ce village. Son fils Dory, leader du Parti national-libéral (PNL), après avoir été président de la municipalité, est aujourd'hui député du Chouf.
Elle a signé une charte d'amitié avec la ville française de  Lyon (France) depuis 1998.

## Musée de cire «Marie Baz»
Le musée de cire « Marie Baz » a été fondé par M. Samir Émile Baz dans le palais familial. Ce musée raconte l'histoire du Liban du XVe siècle à nos jours avec ces principaux personnages.

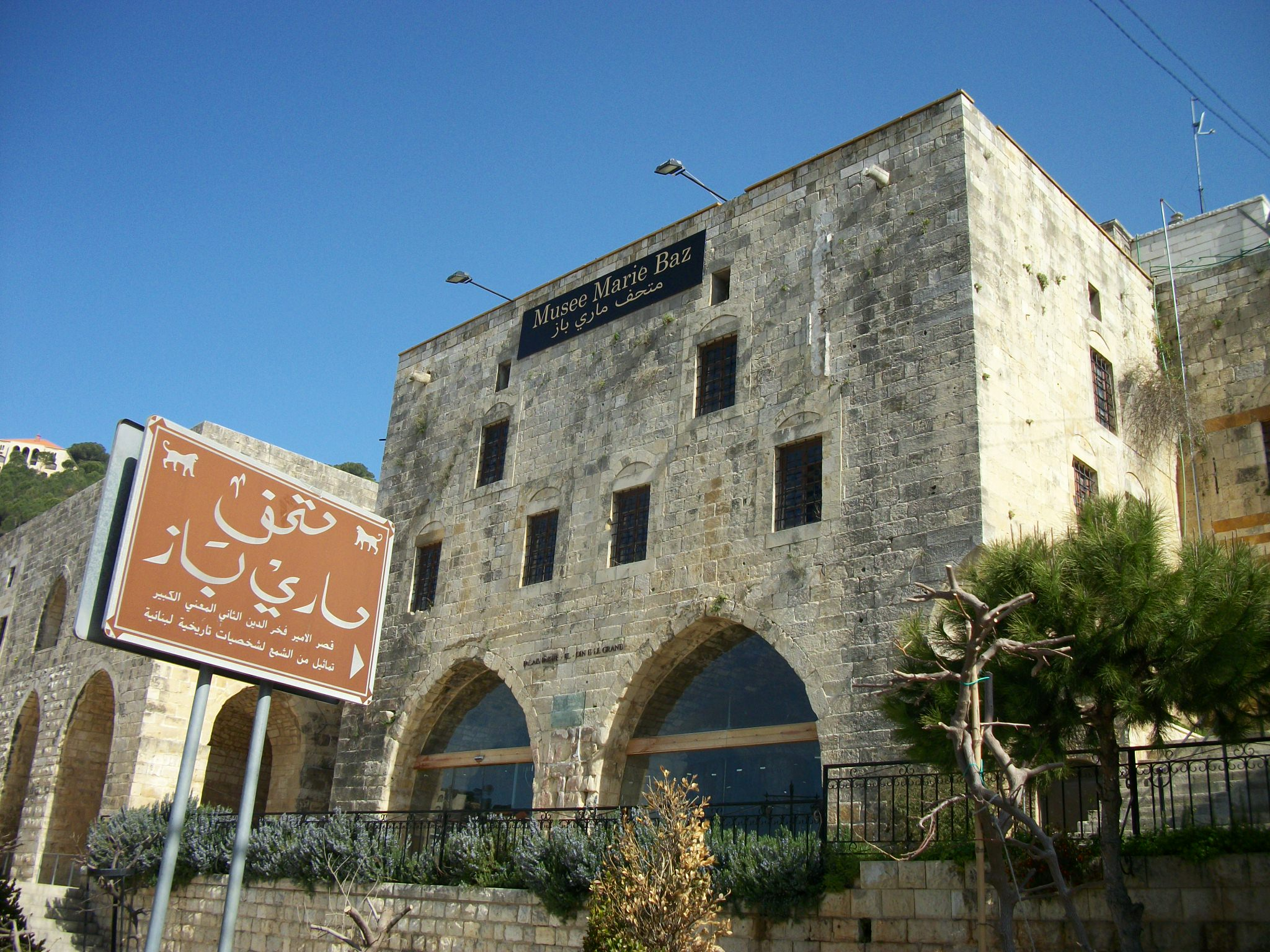
Musée de cire « Marie Baz »
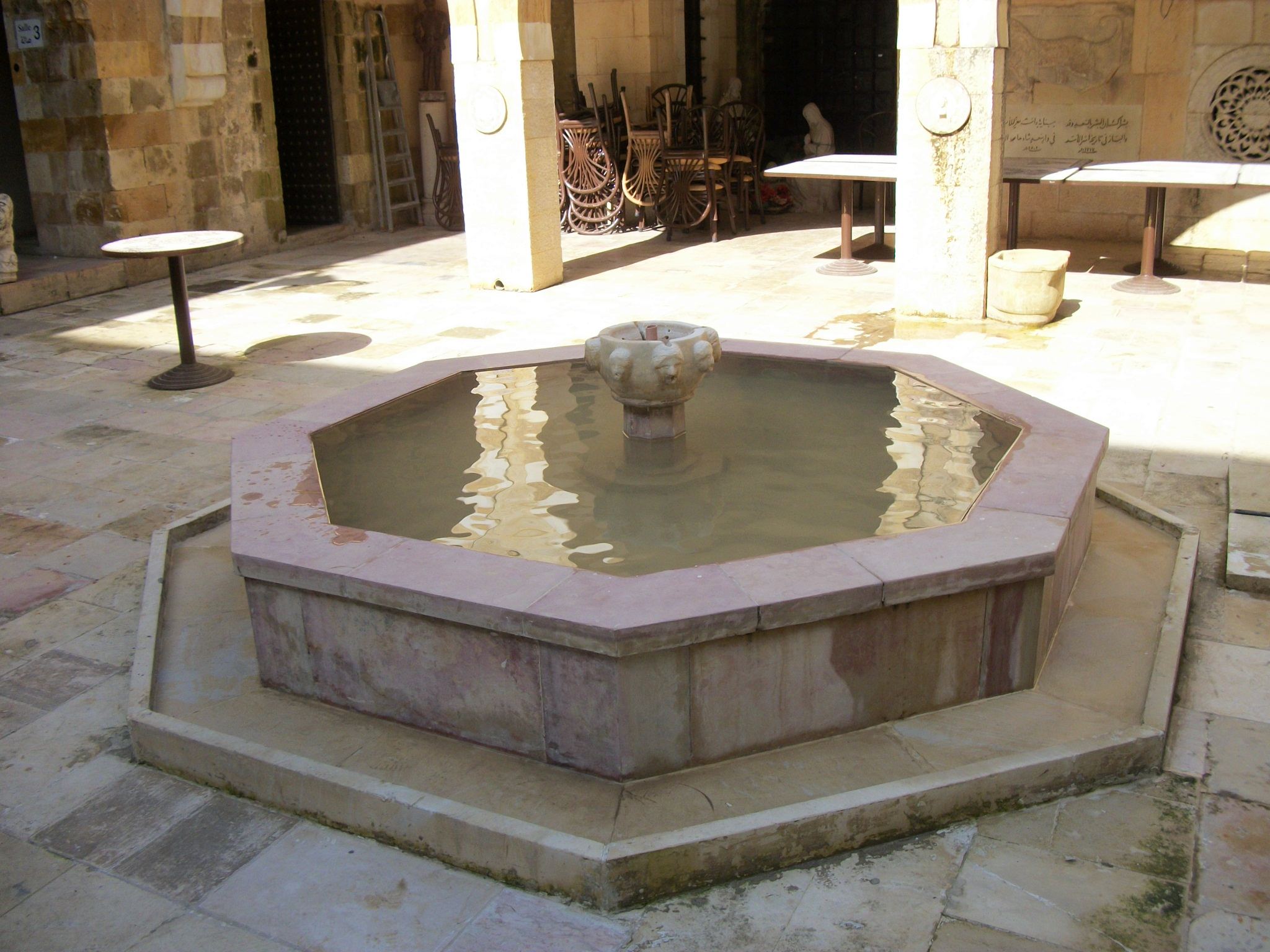
Fontaine à l'intérieur du Musée de cire « Marie Baz »
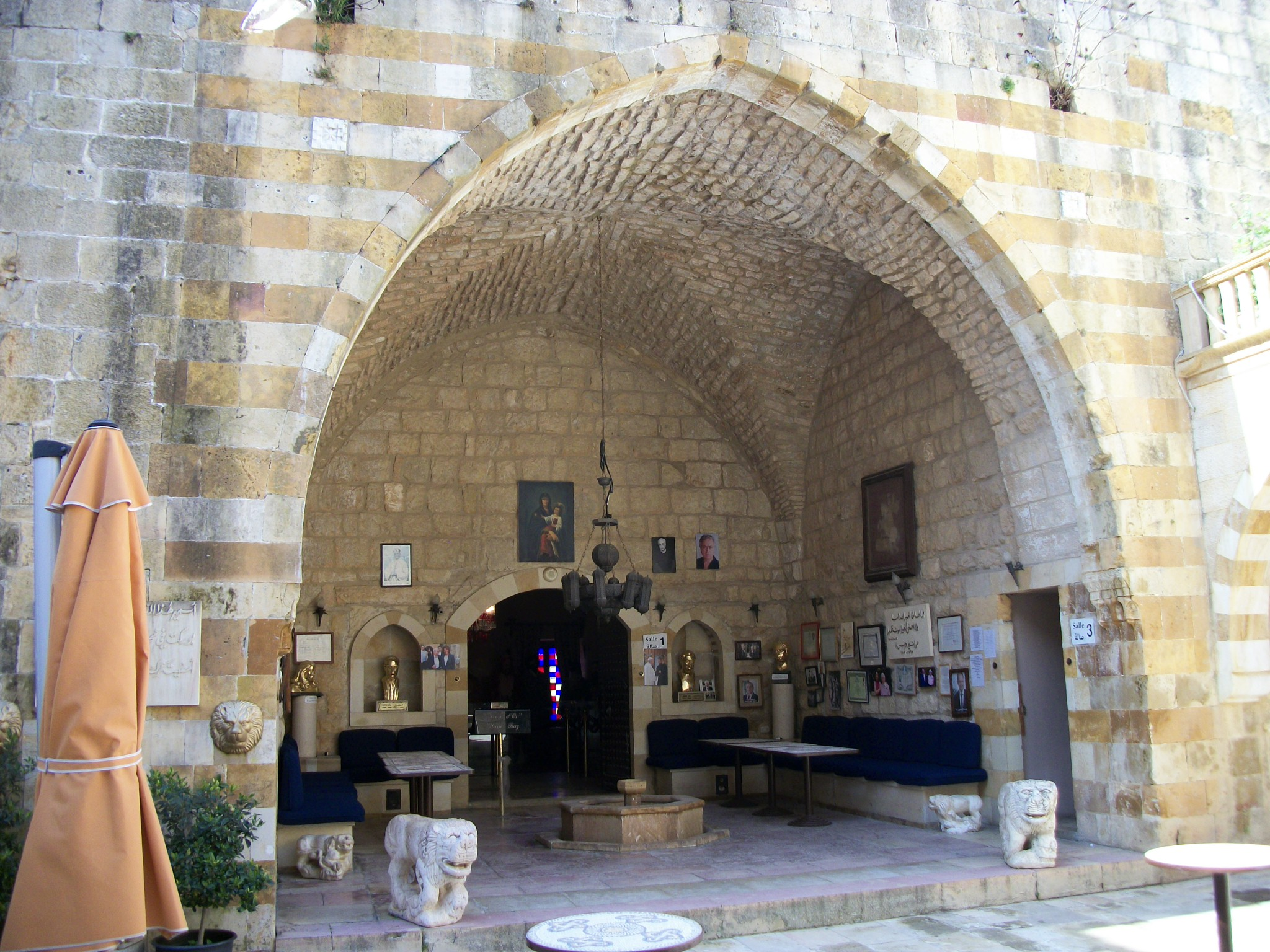
Espace souvenir de la famille Baz et une des entrées
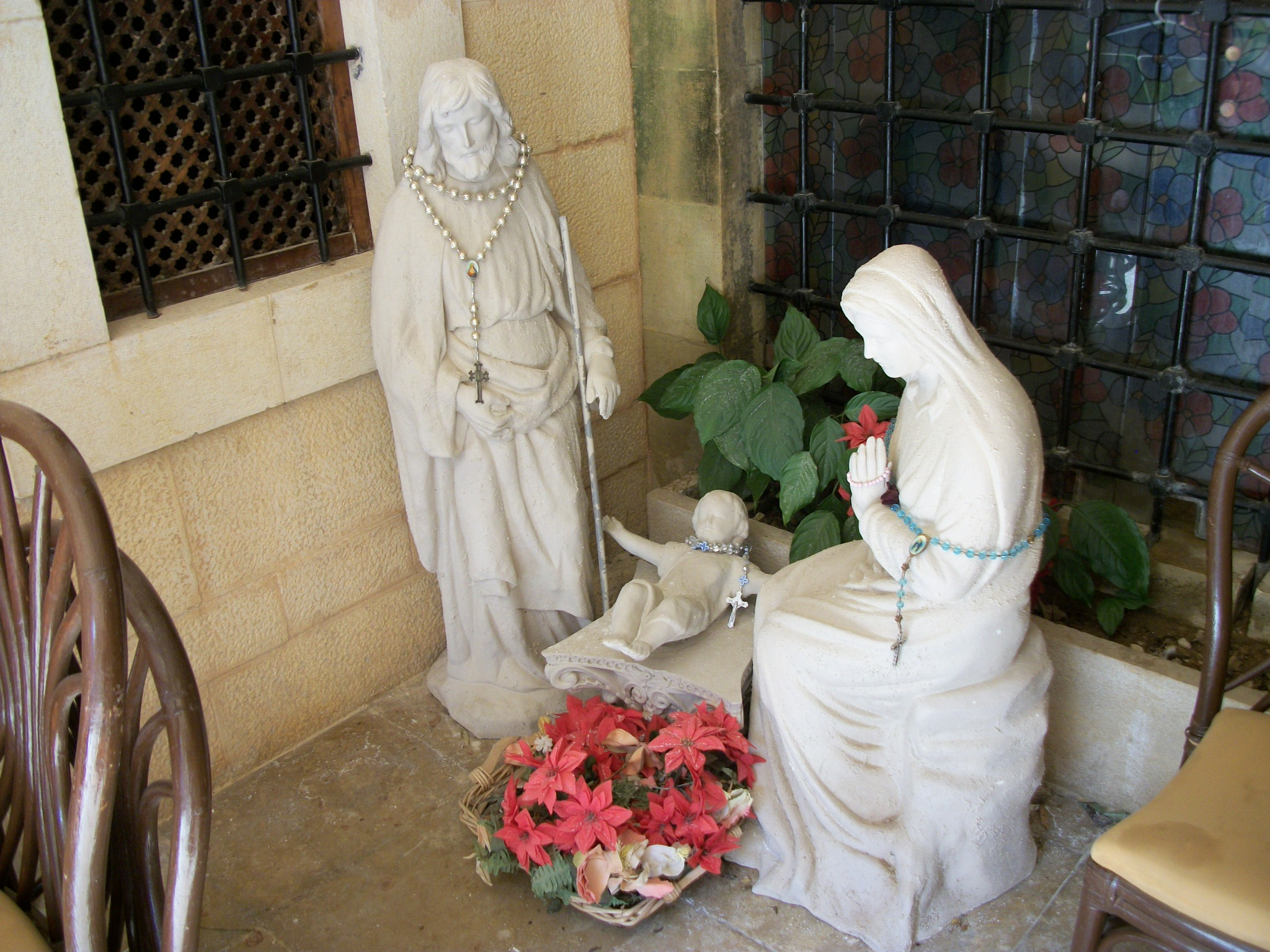
Statues de la Sainte Famille
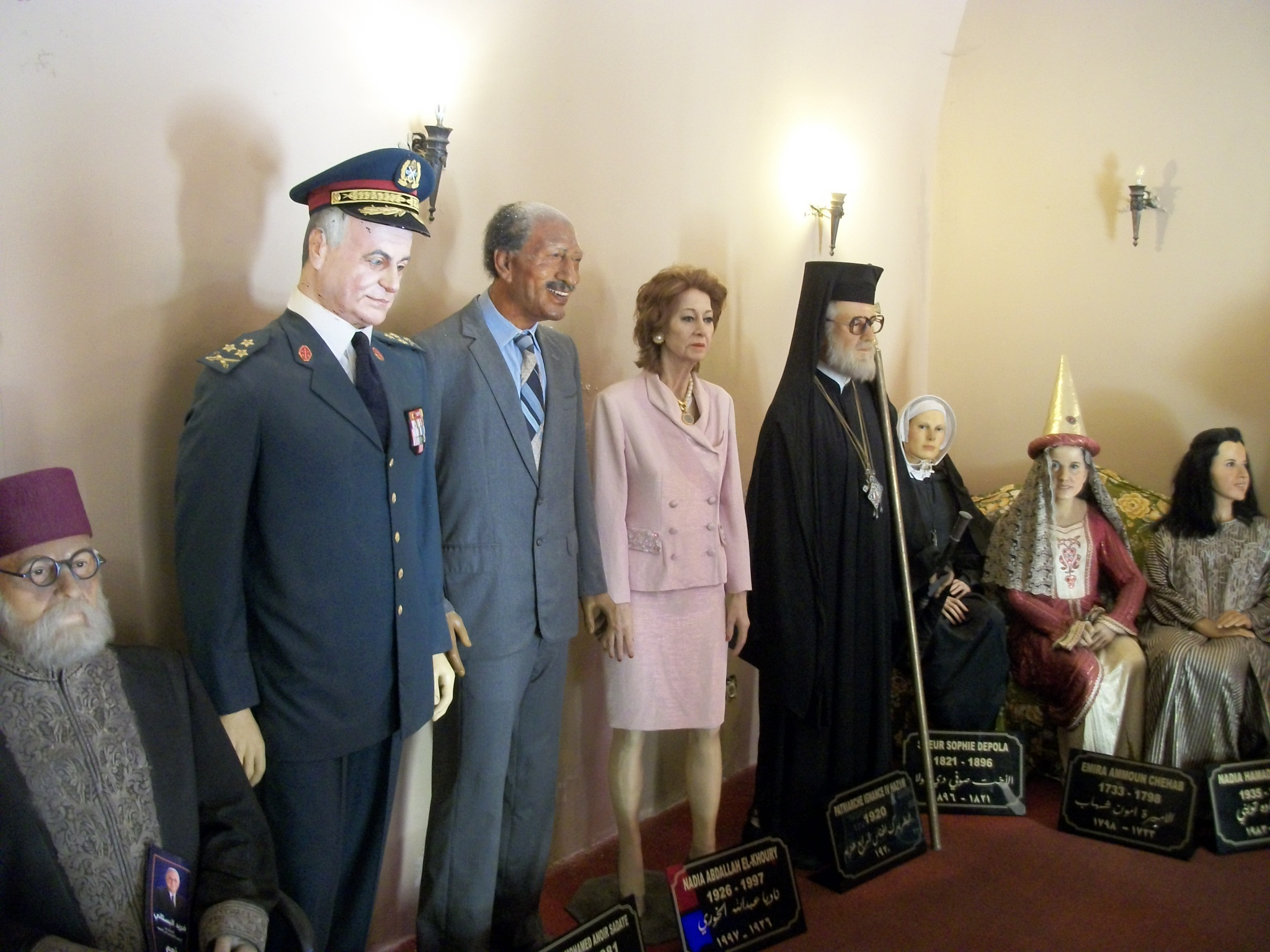
Personnage de cire
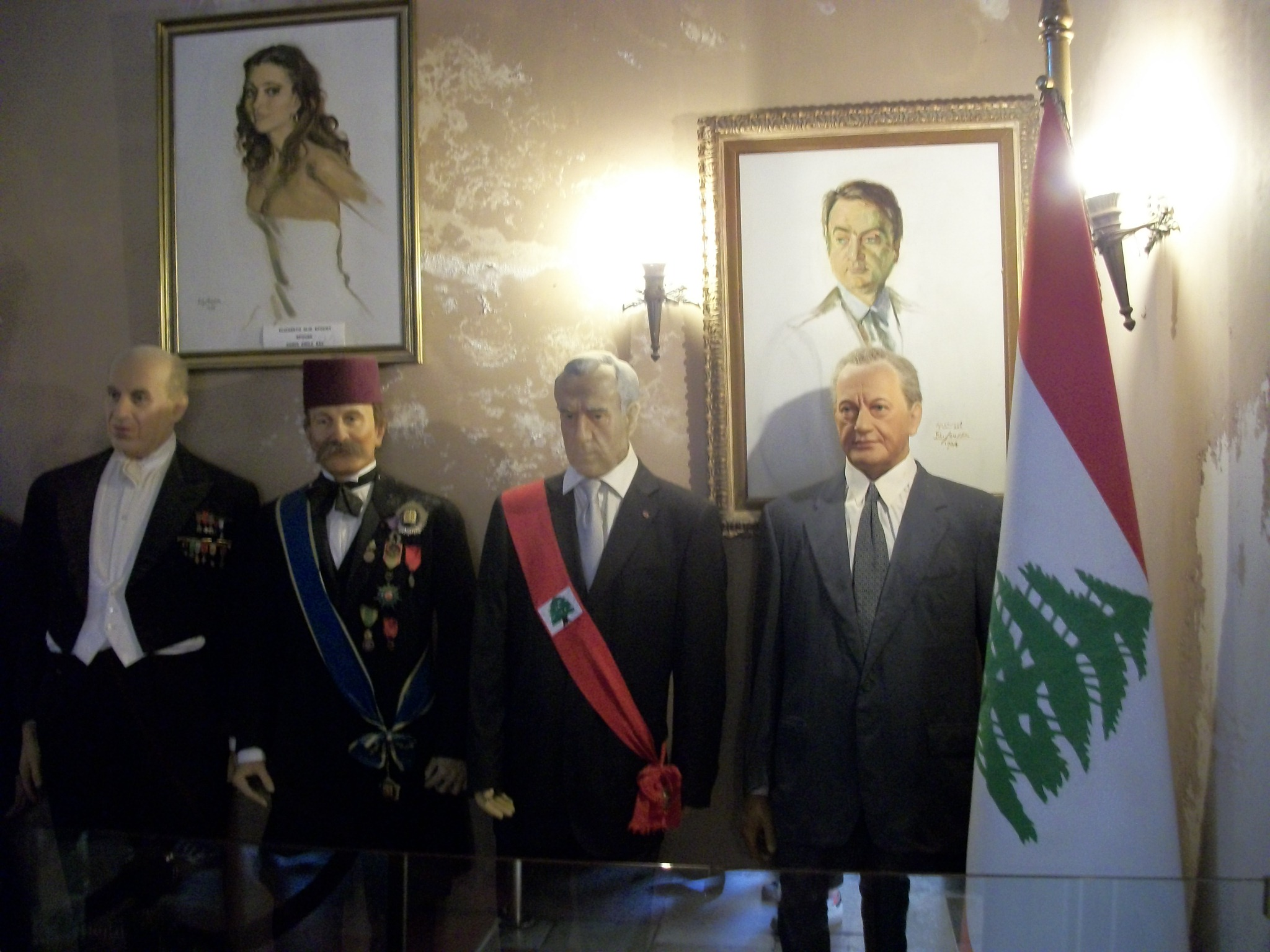
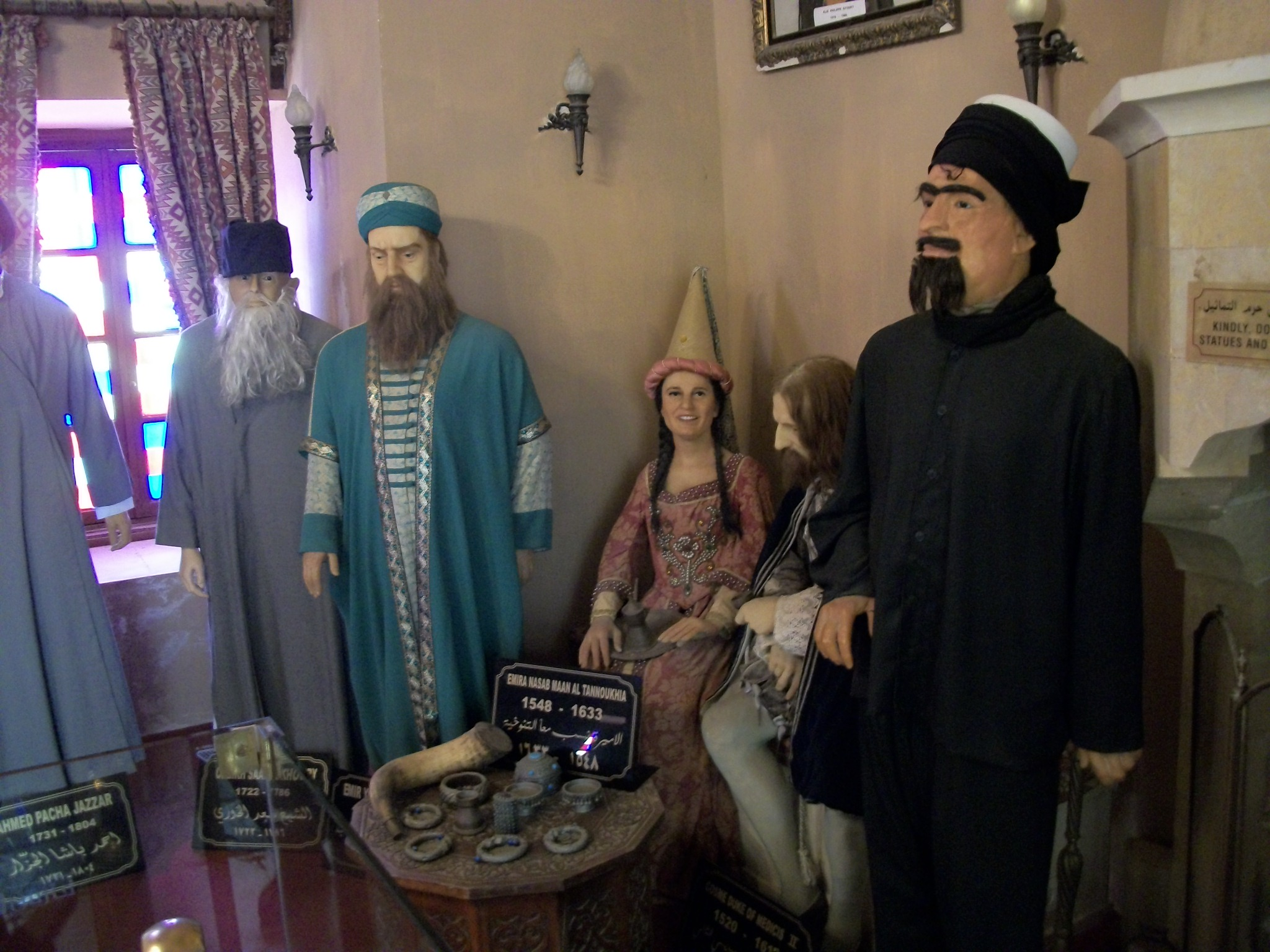
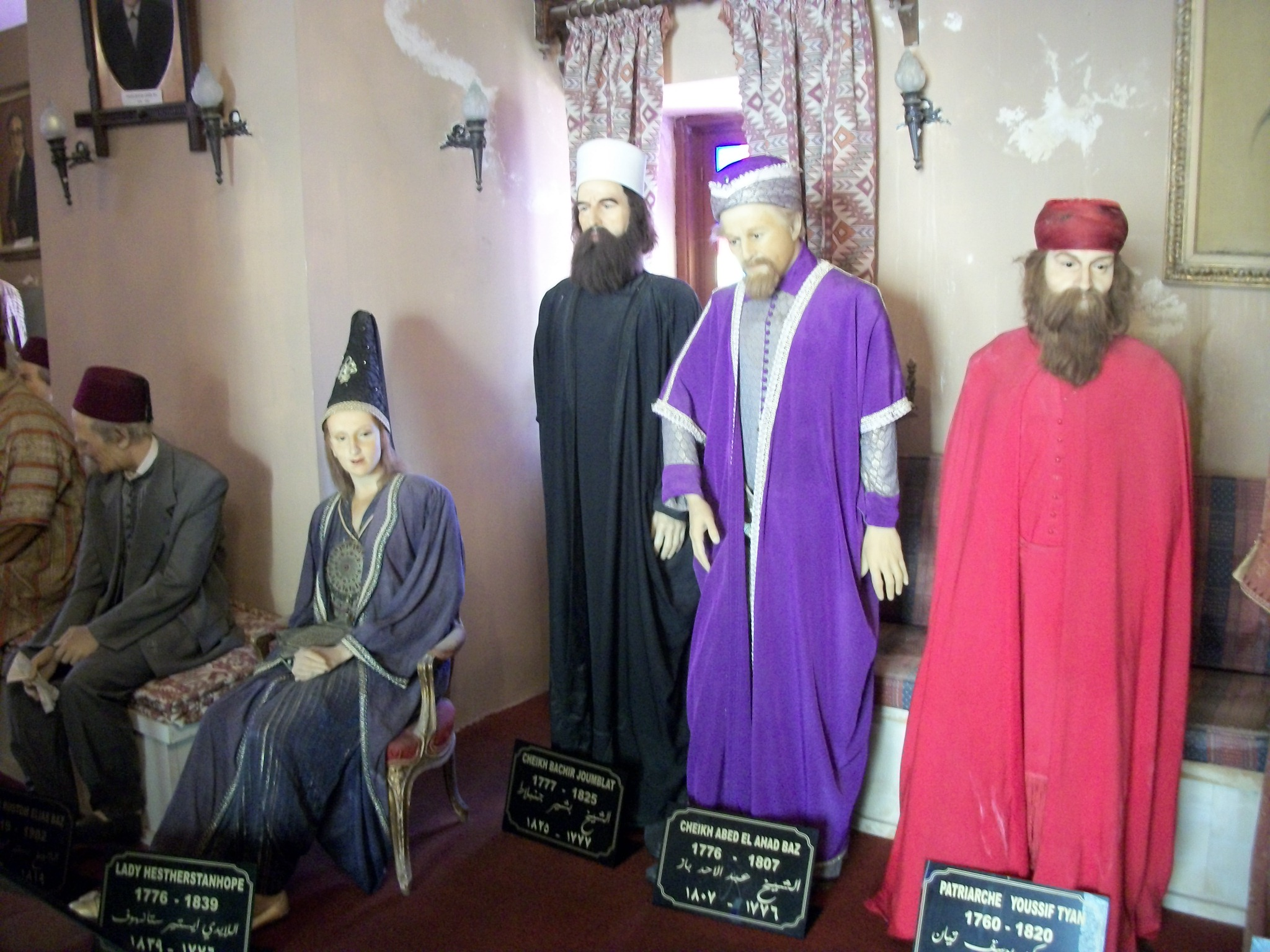
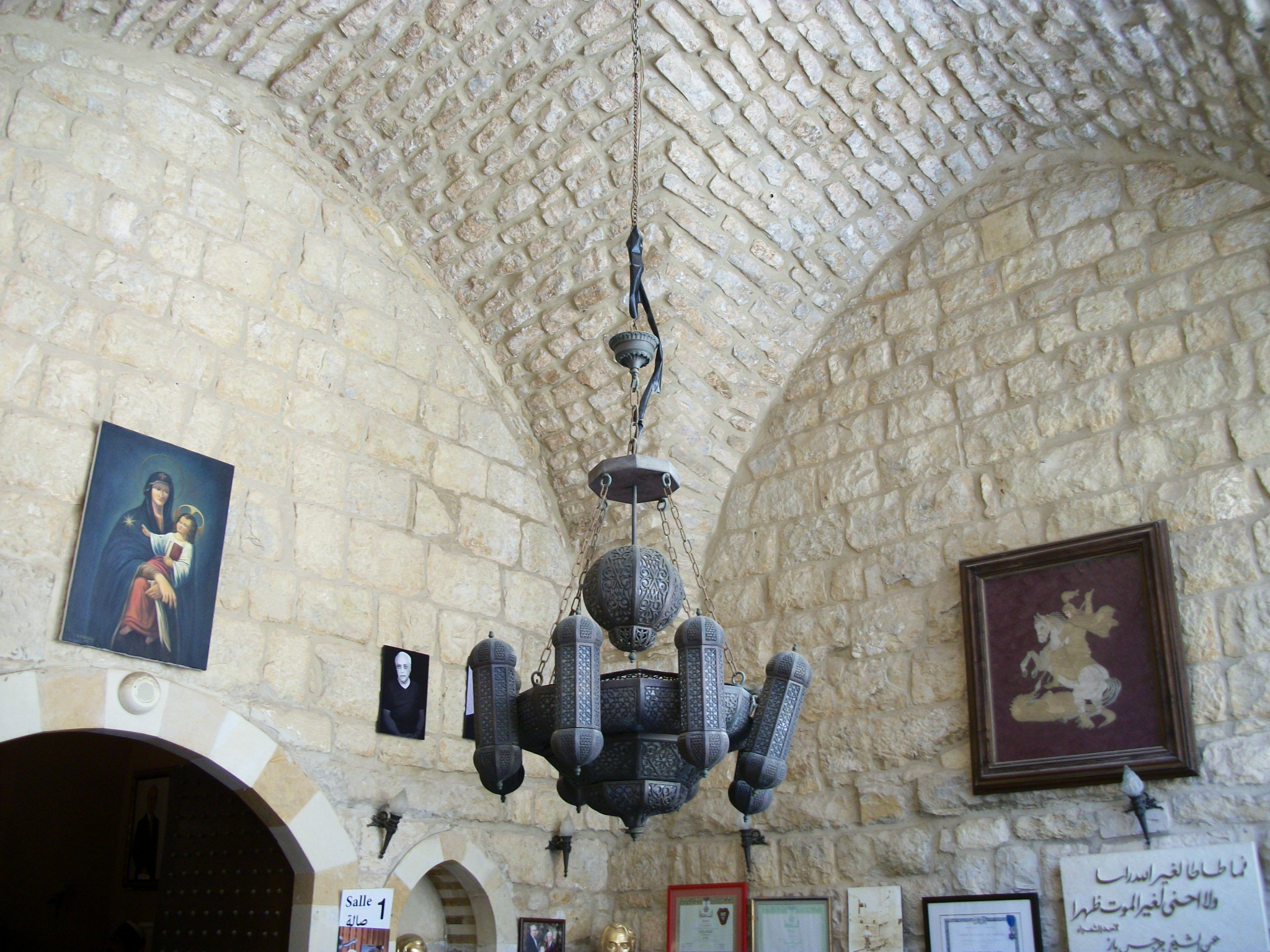
Espace souvenir de la famille Baz
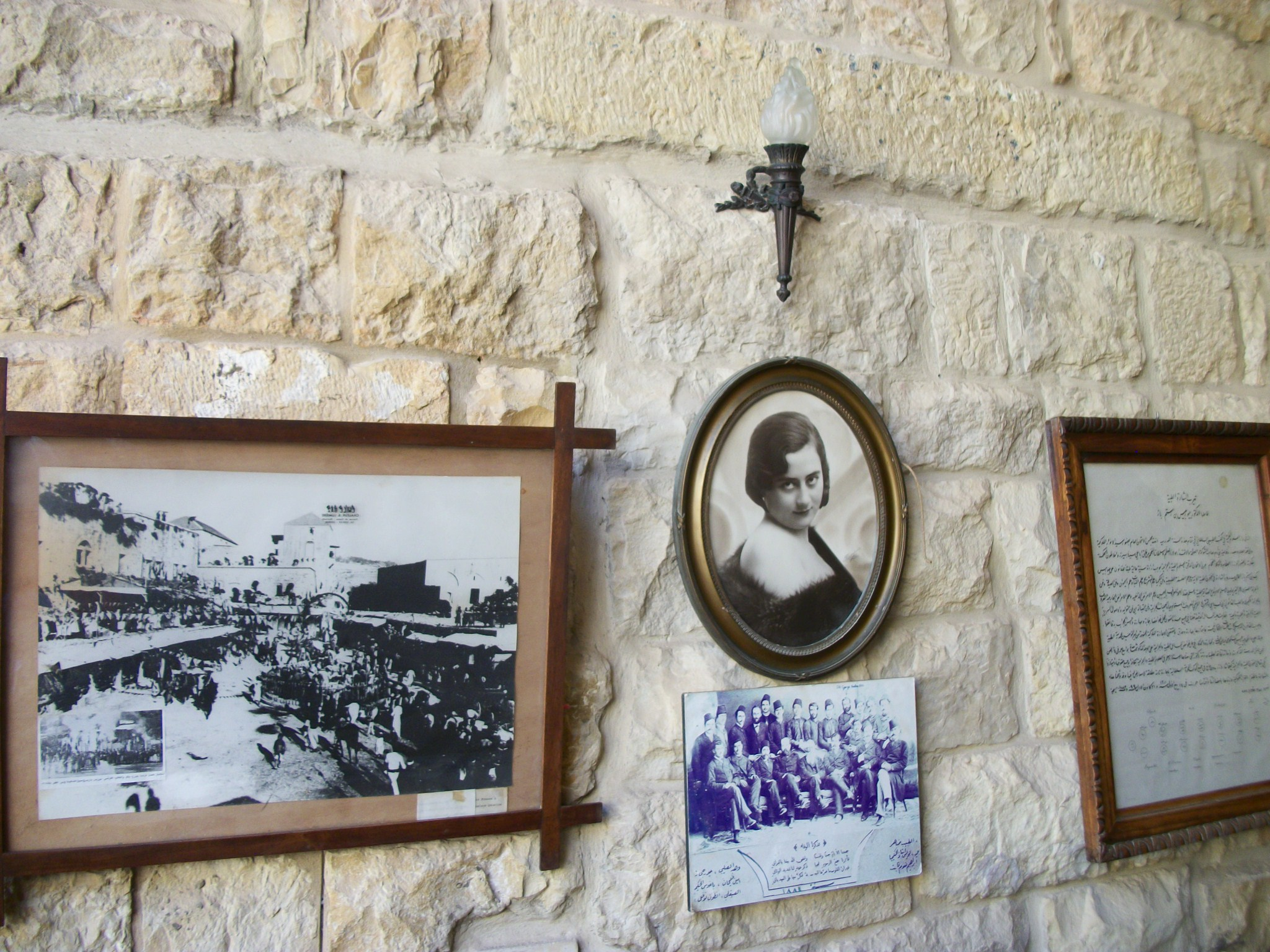
Espace souvenir de la famille Baz
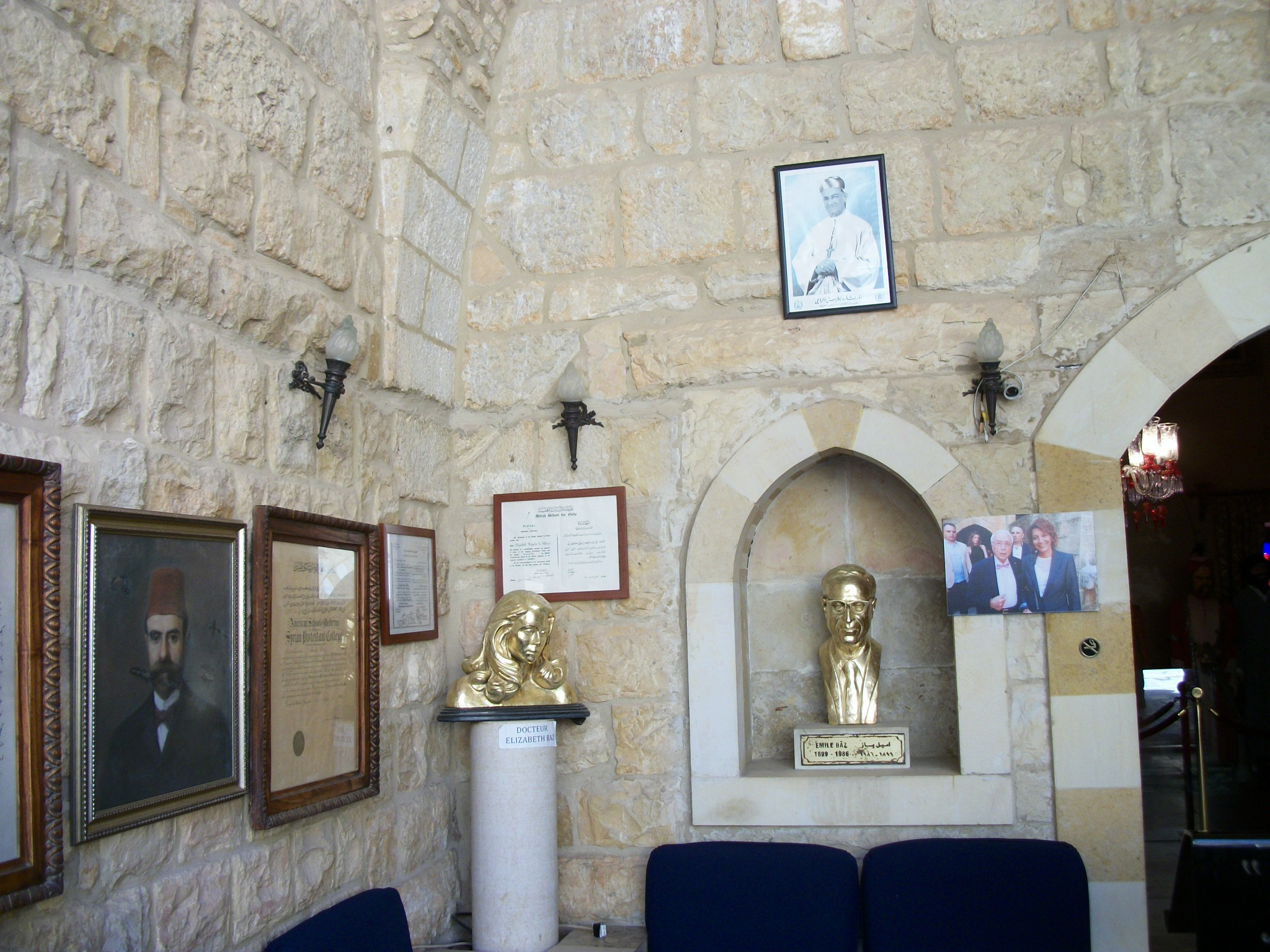
Espace souvenir de la famille Baz

## Galerie d'images

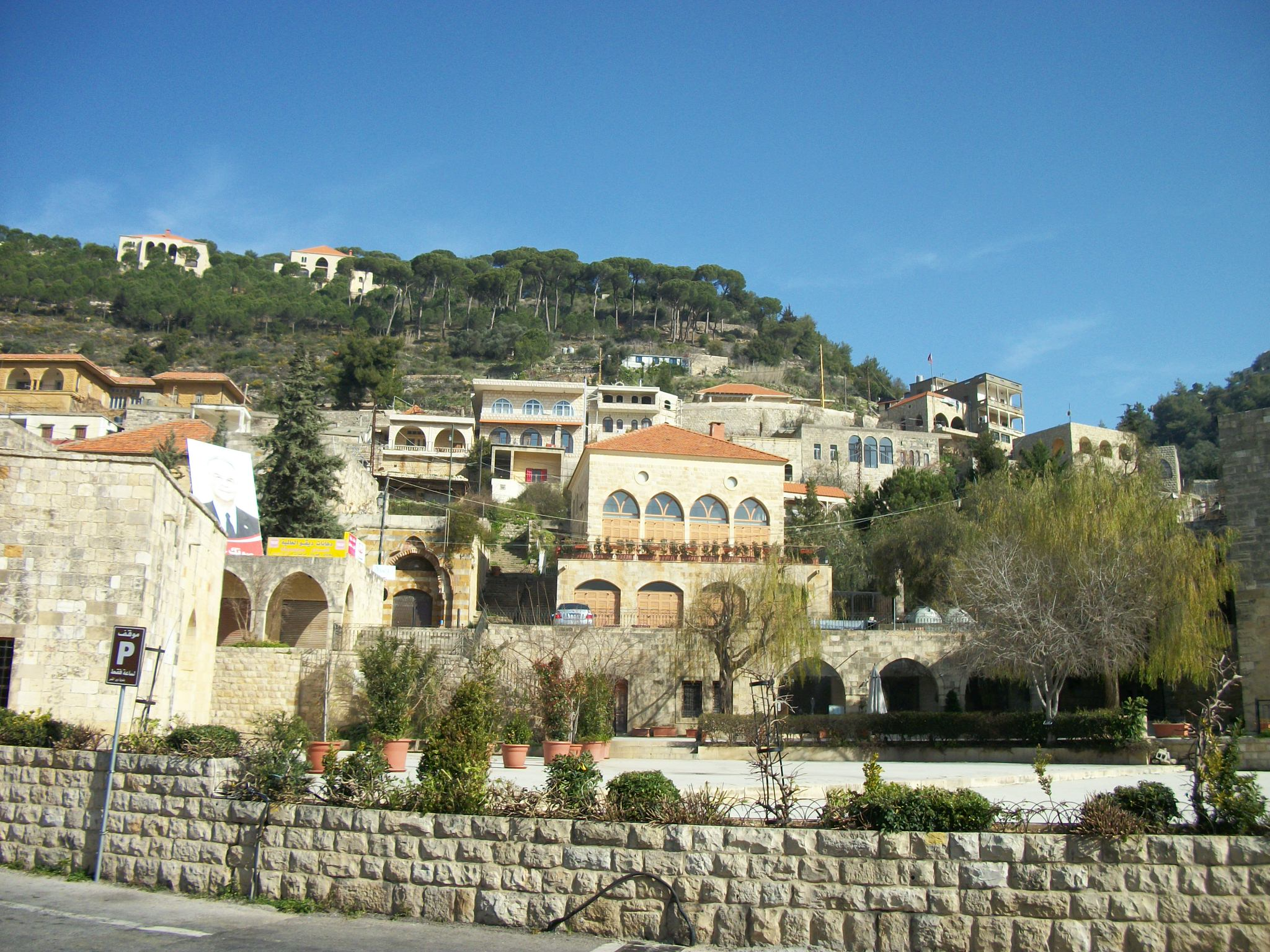
Ancienne place Deir El-Qamar et habitations en arrière-plan
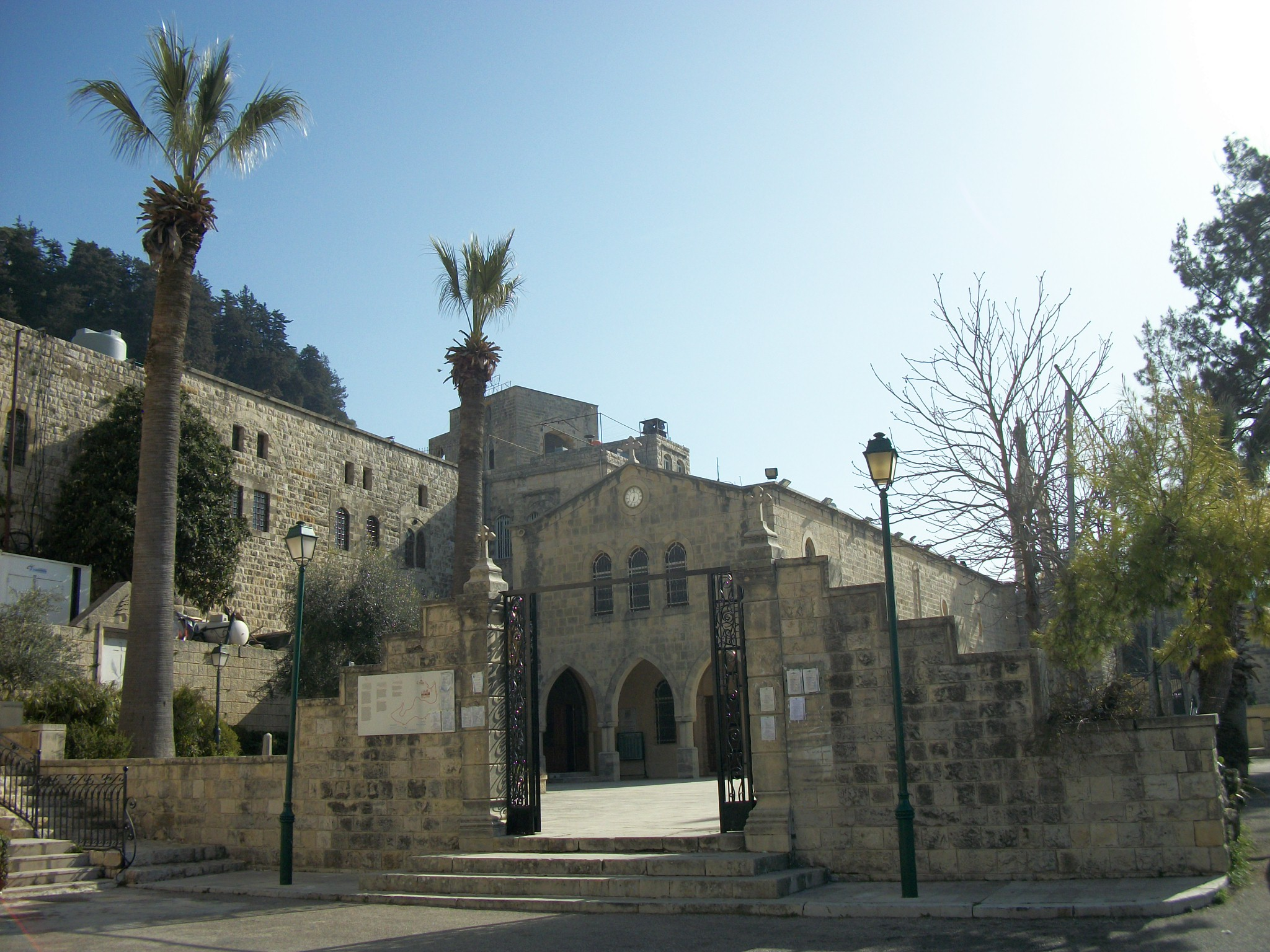
Entrée vers l'église maronite de Notre-Dame-de-la-Colline
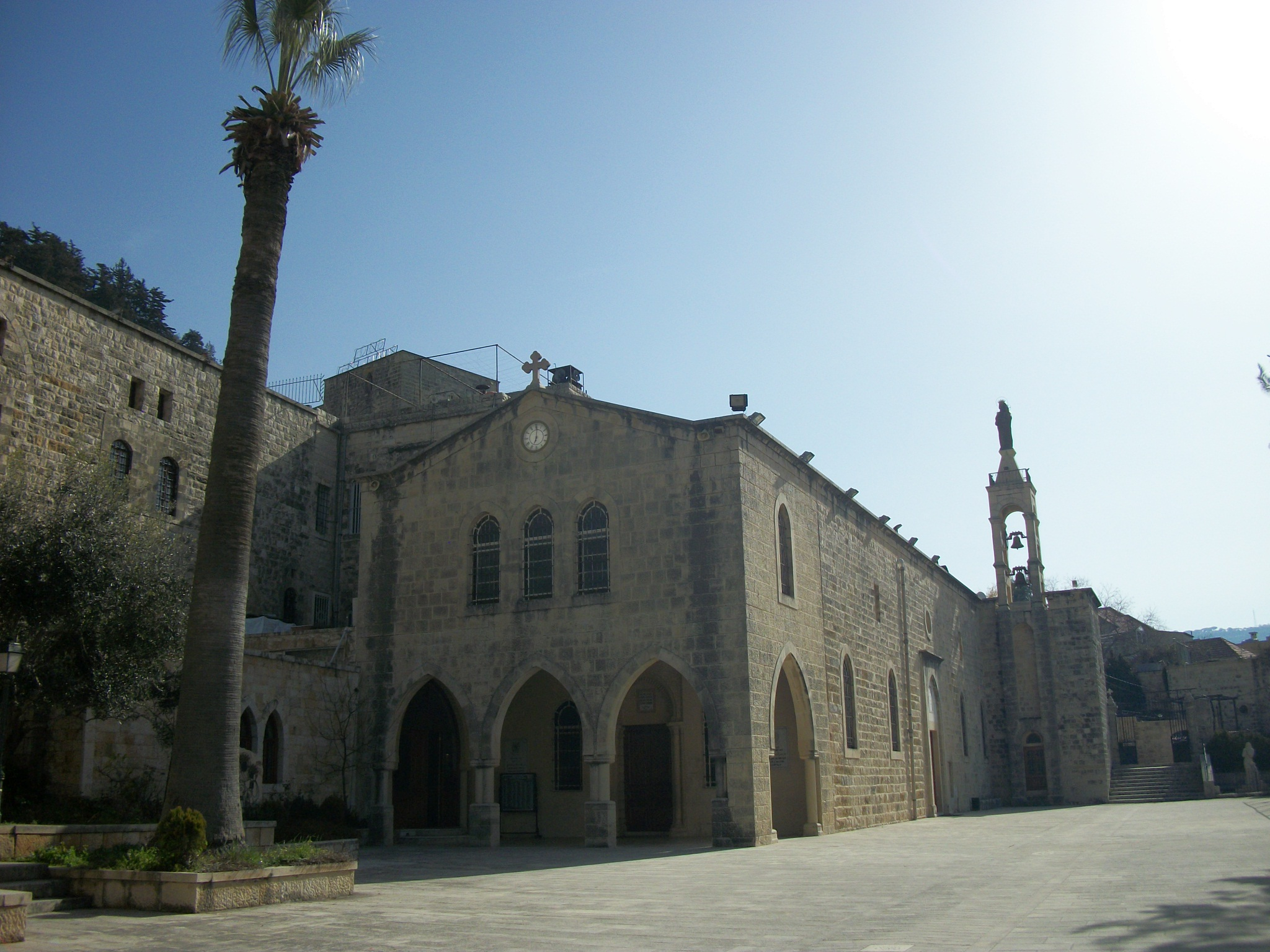
Église maronite de Notre-Dame-de-la-Colline
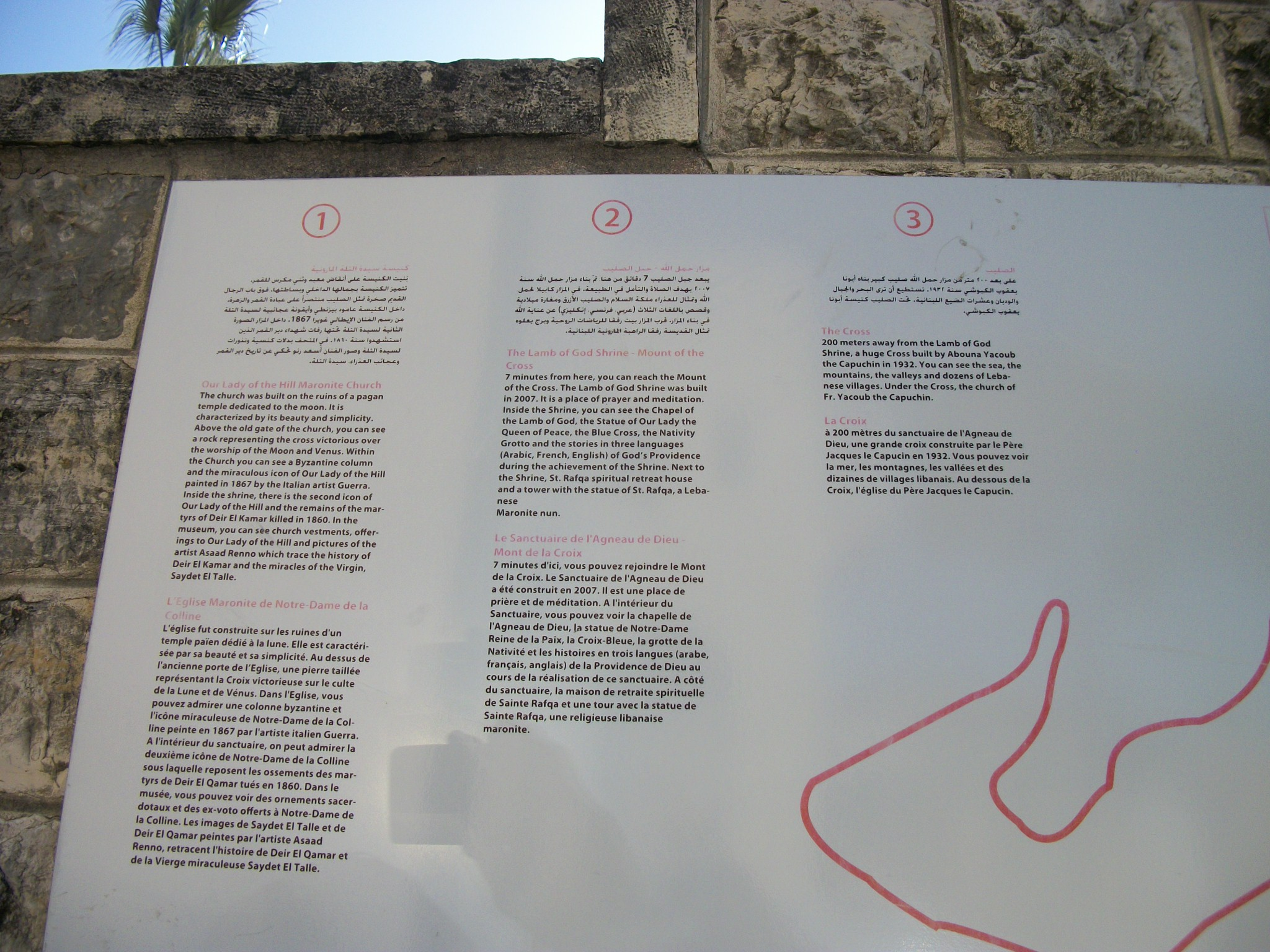
Informations touristiques
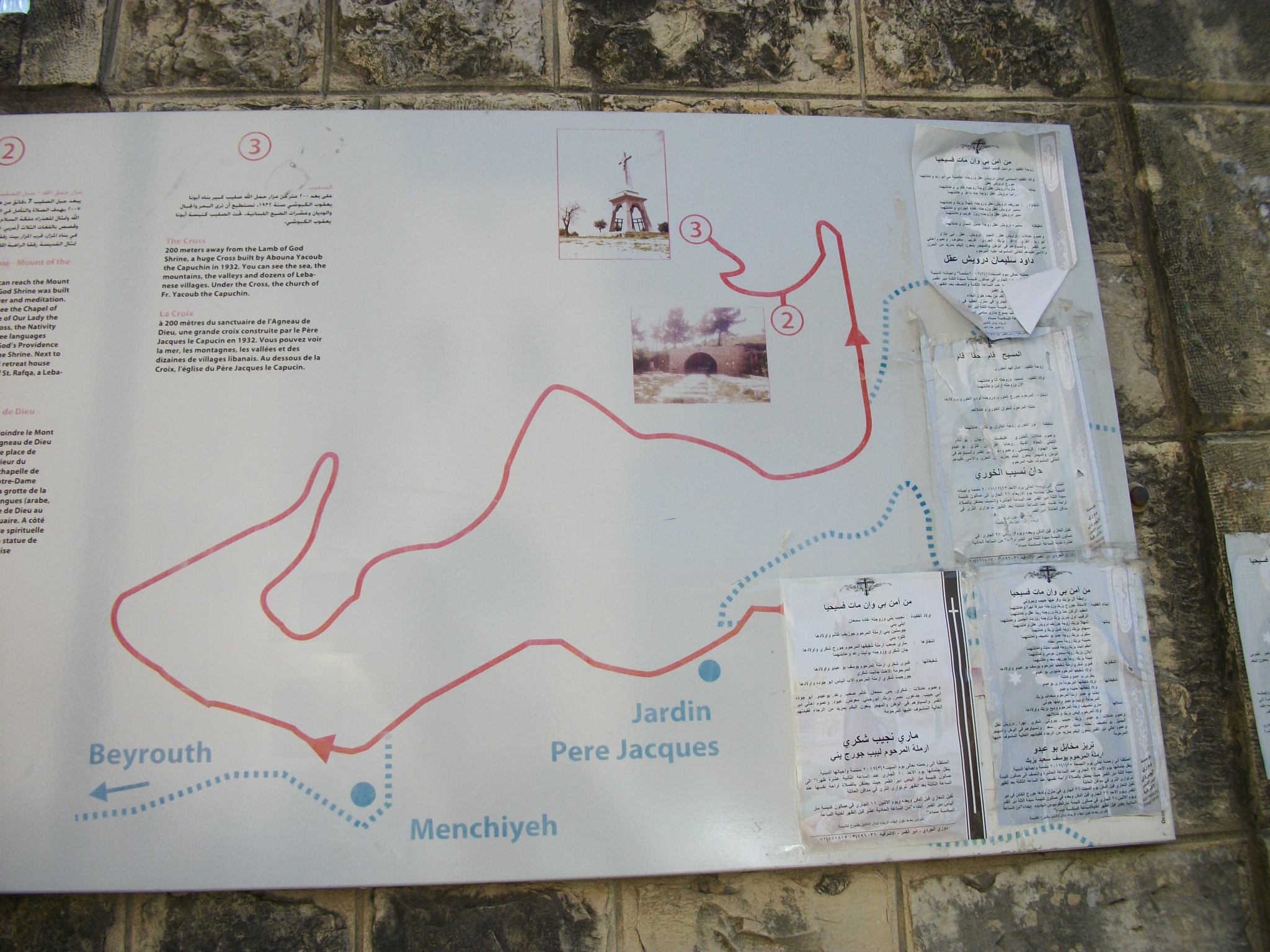
Informations touristiques
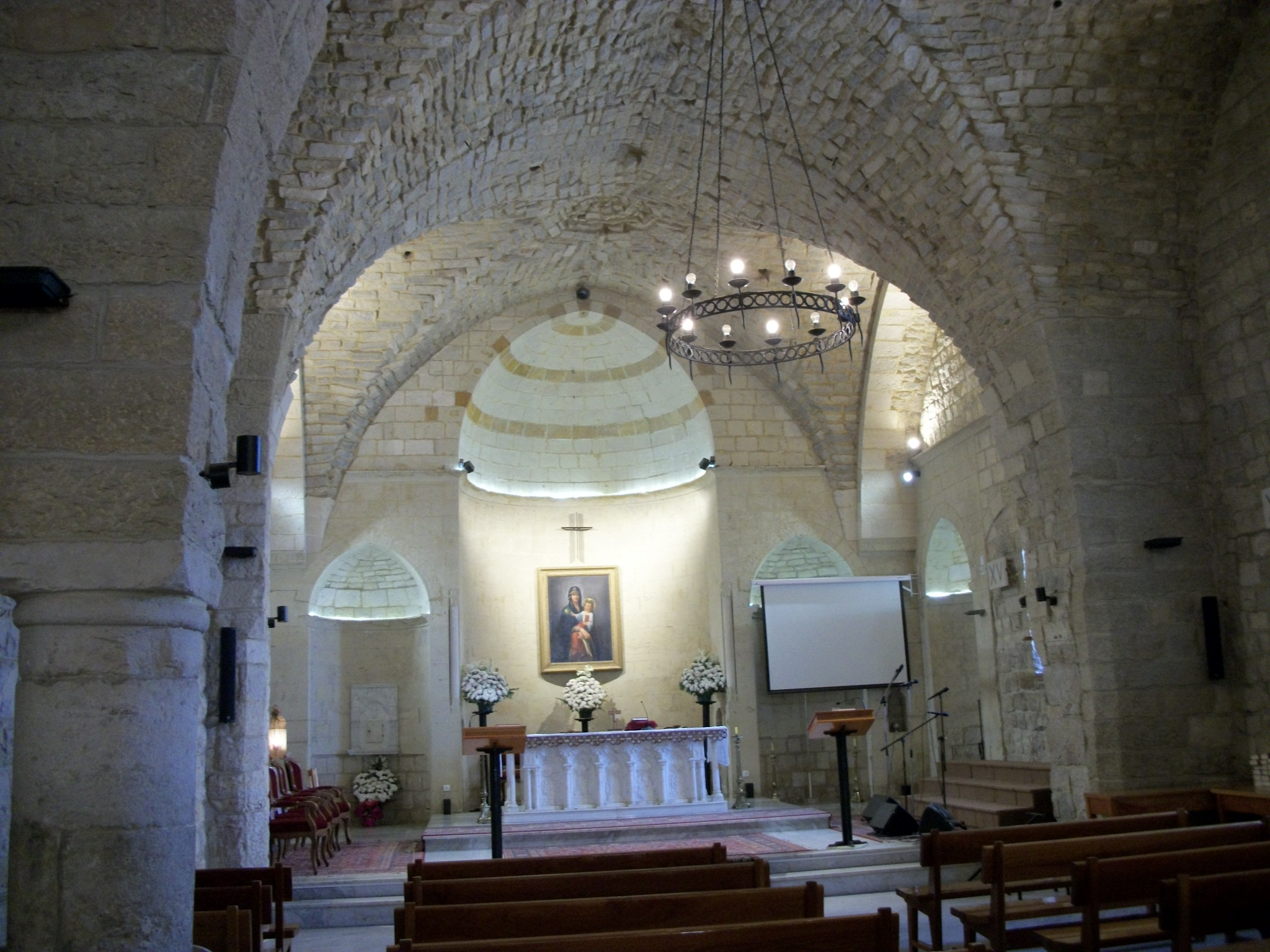
Intérieur de l'église maronite de Notre-Dame-de-la-Colline
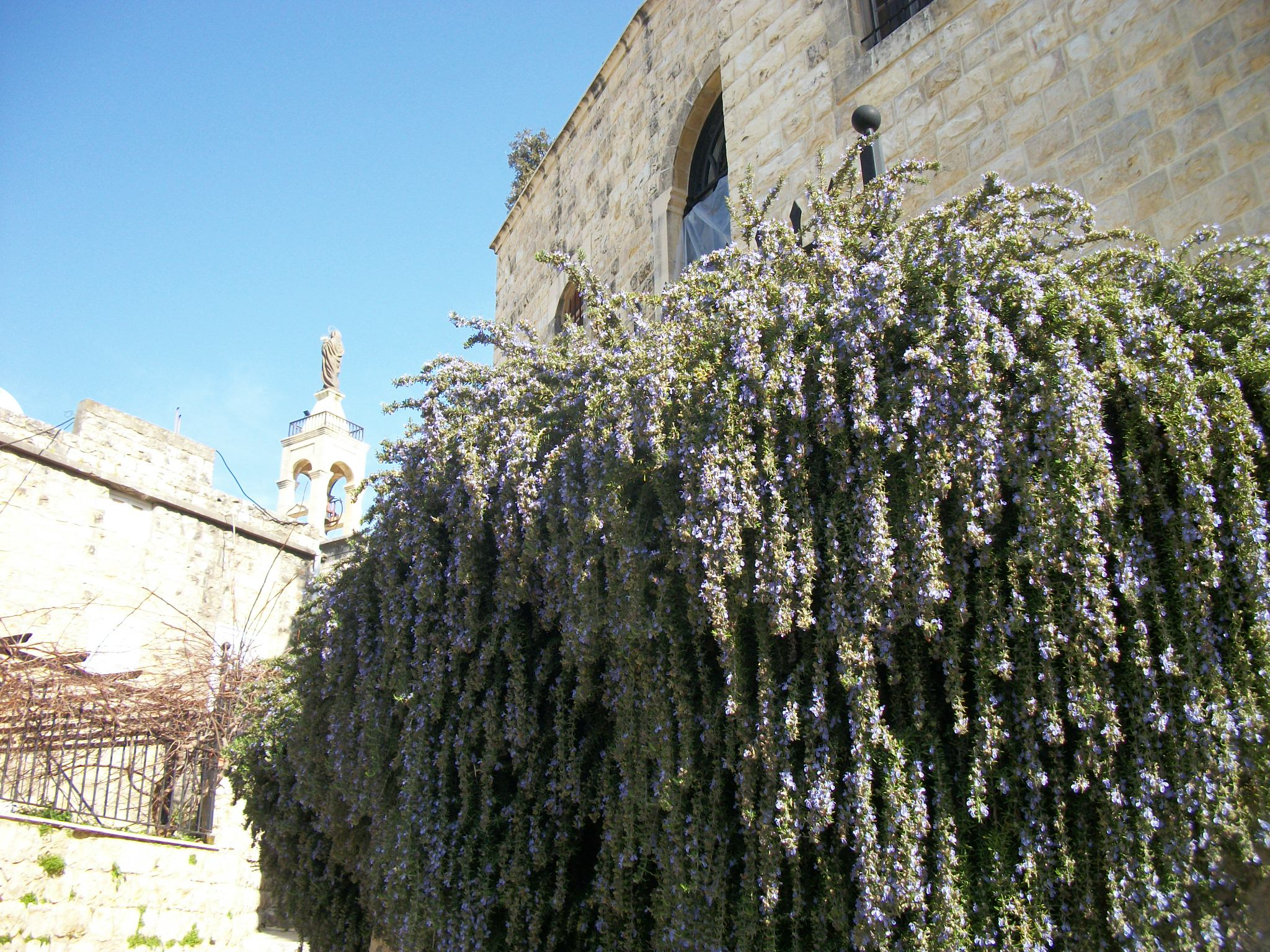
Romarin en fleur dans une rue de Deir El-Qamar
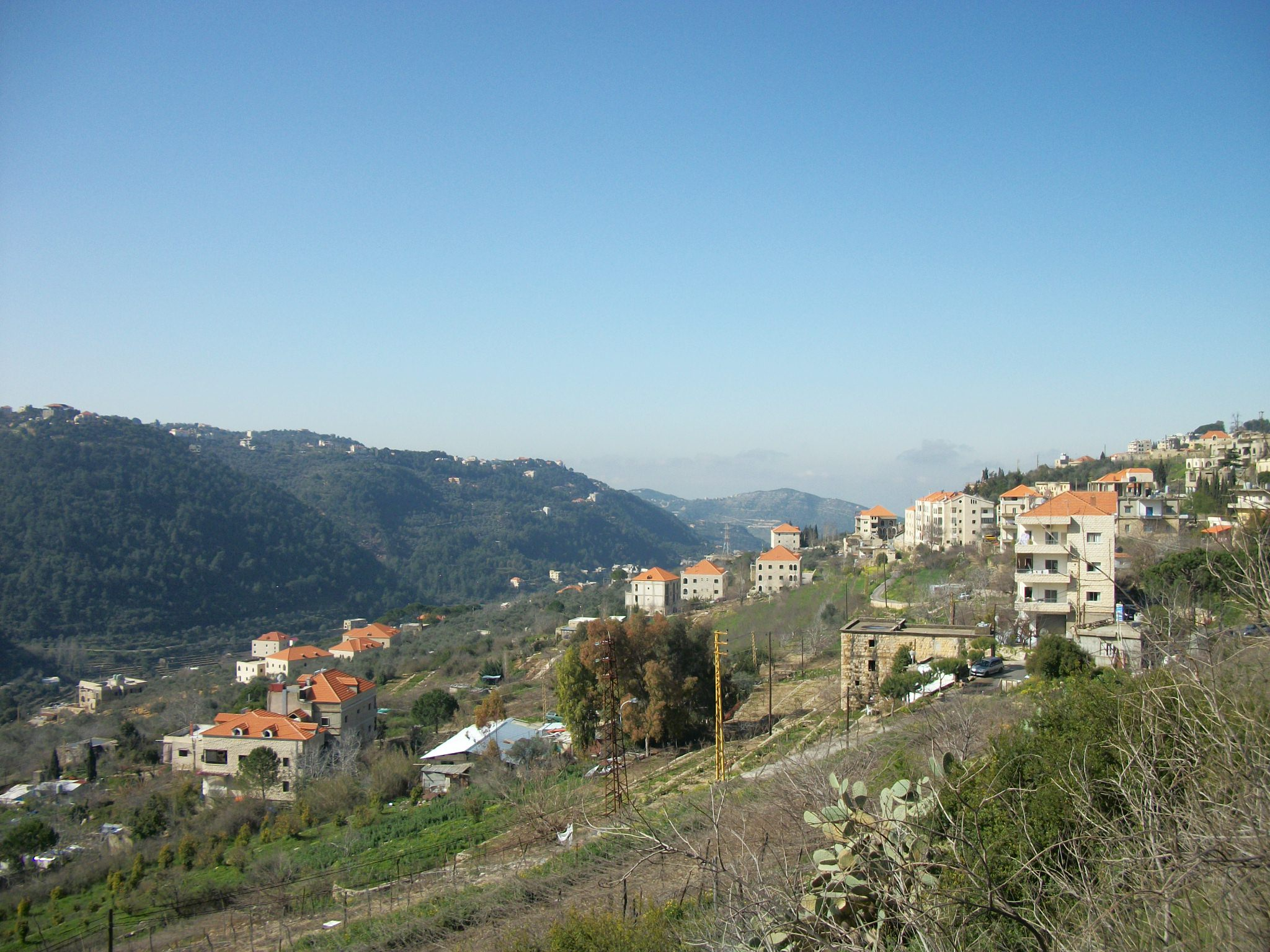
Vue sur la vallée
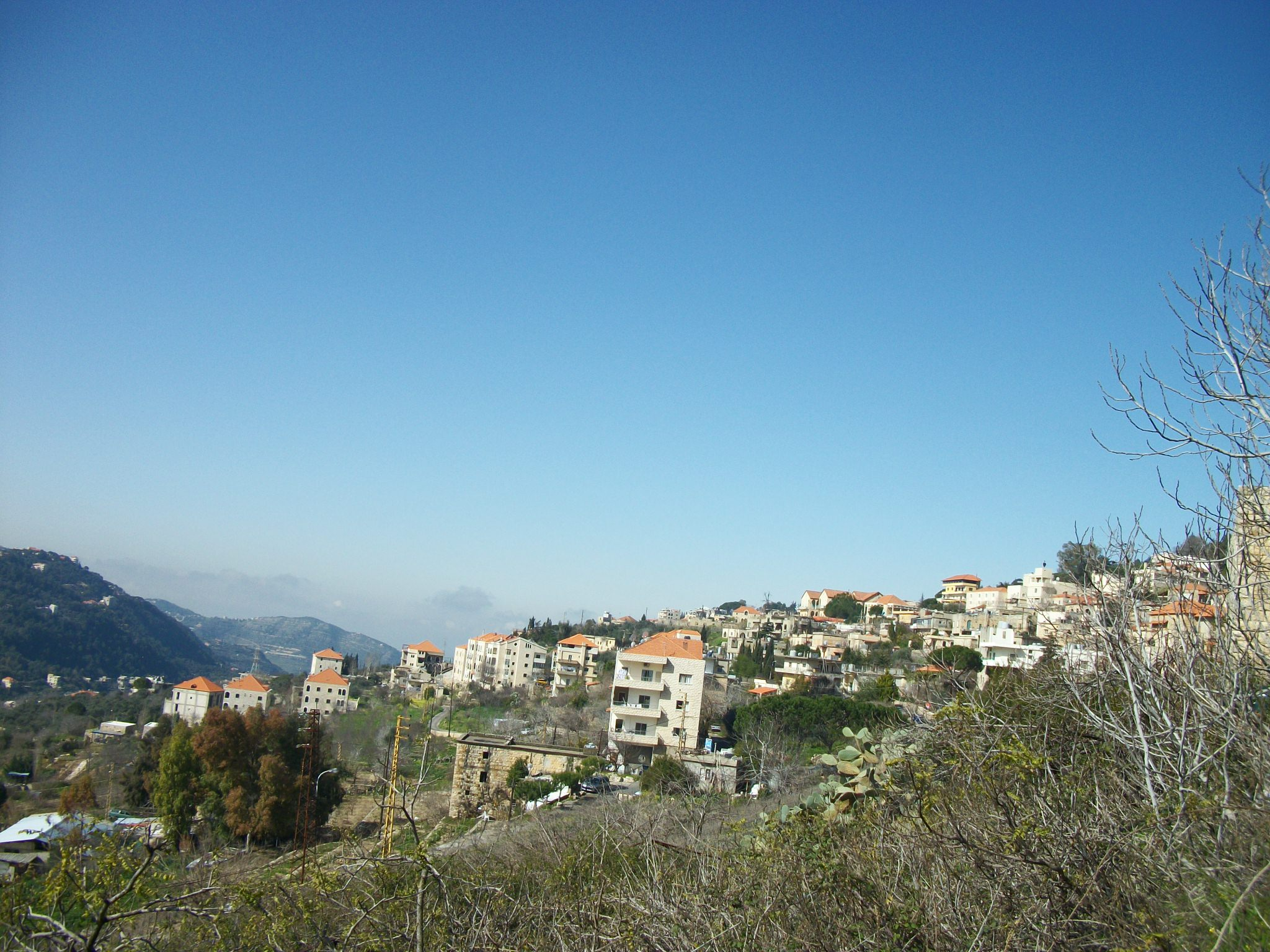
Aperçu de la ville de Deir El-Qamar
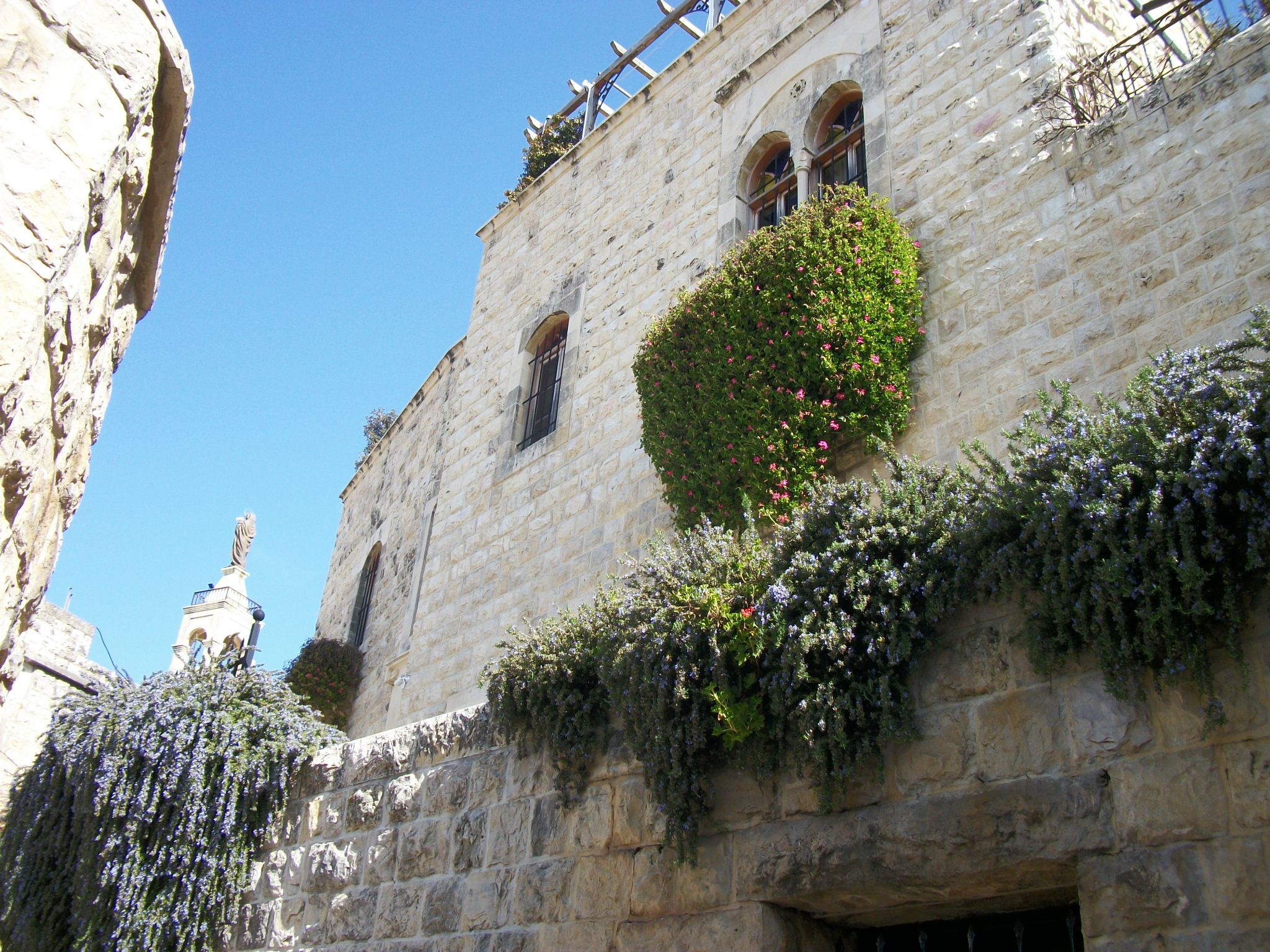
Espaces verts dans une rue de Deir El-Qamar
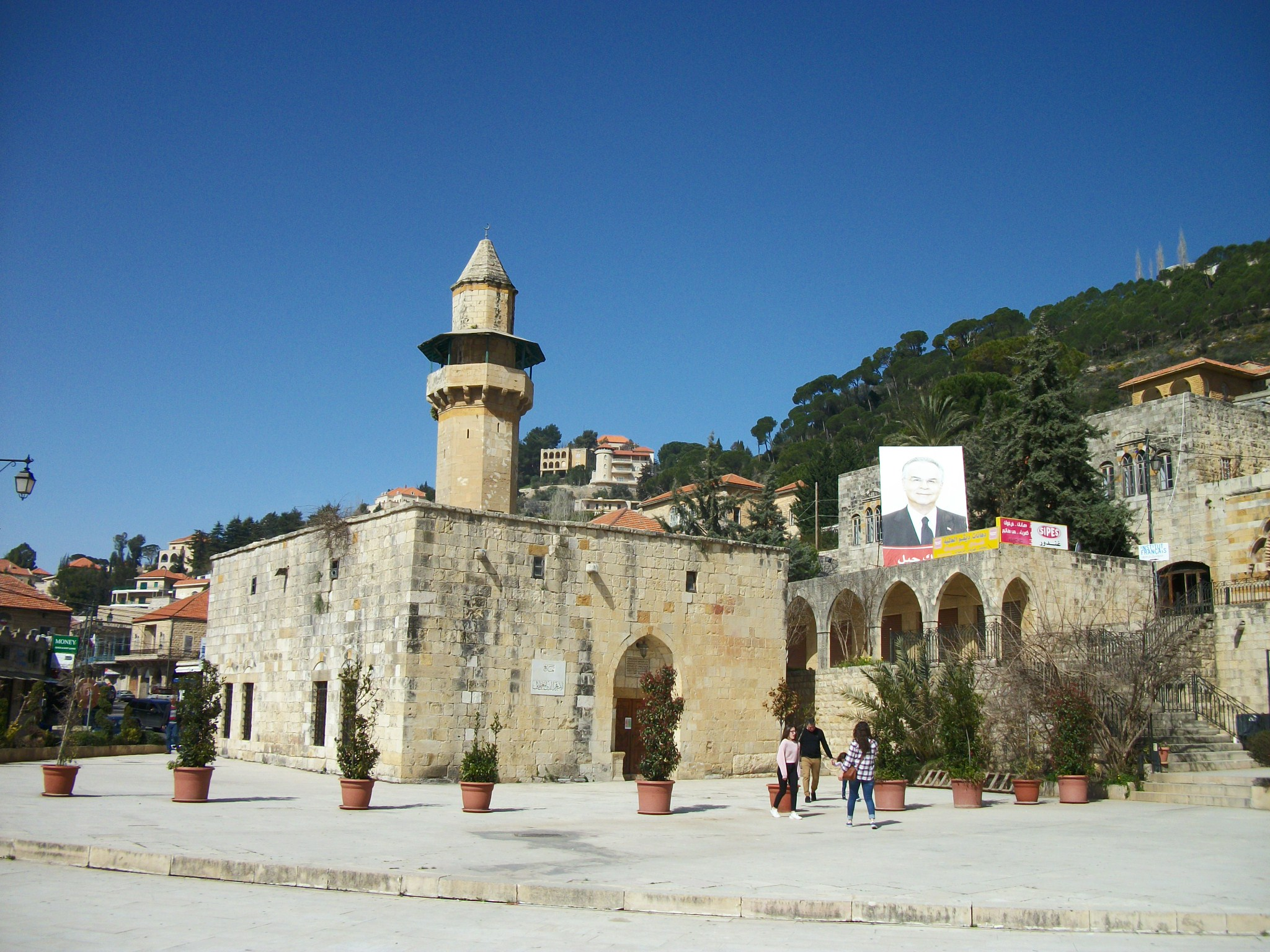
Mosquée Fakhreddine construite en 1493 et restaurée au XVIe siècle par Fakhreddine Ier. C'est la plus ancienne mosquée du mont Liban.
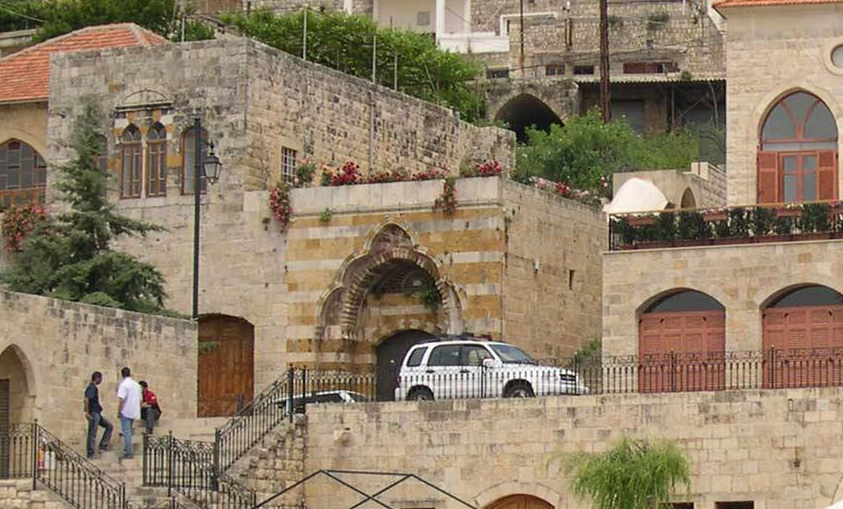
Synagogue de Deir al-Qamar.

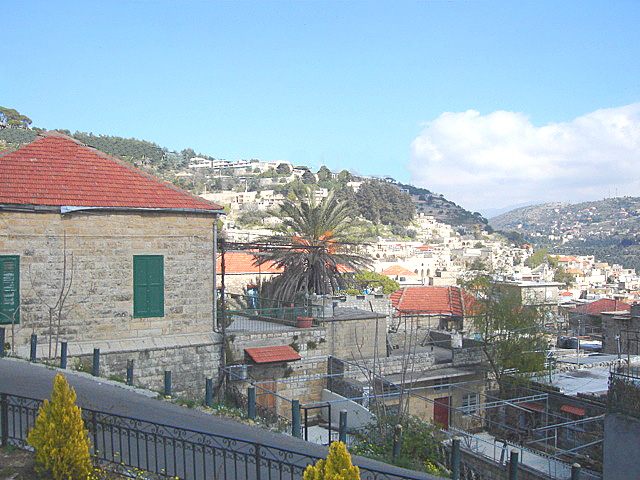
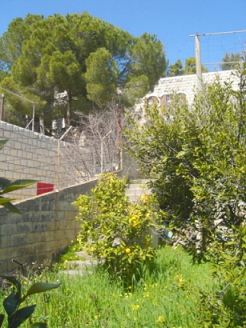
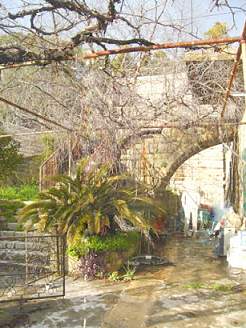
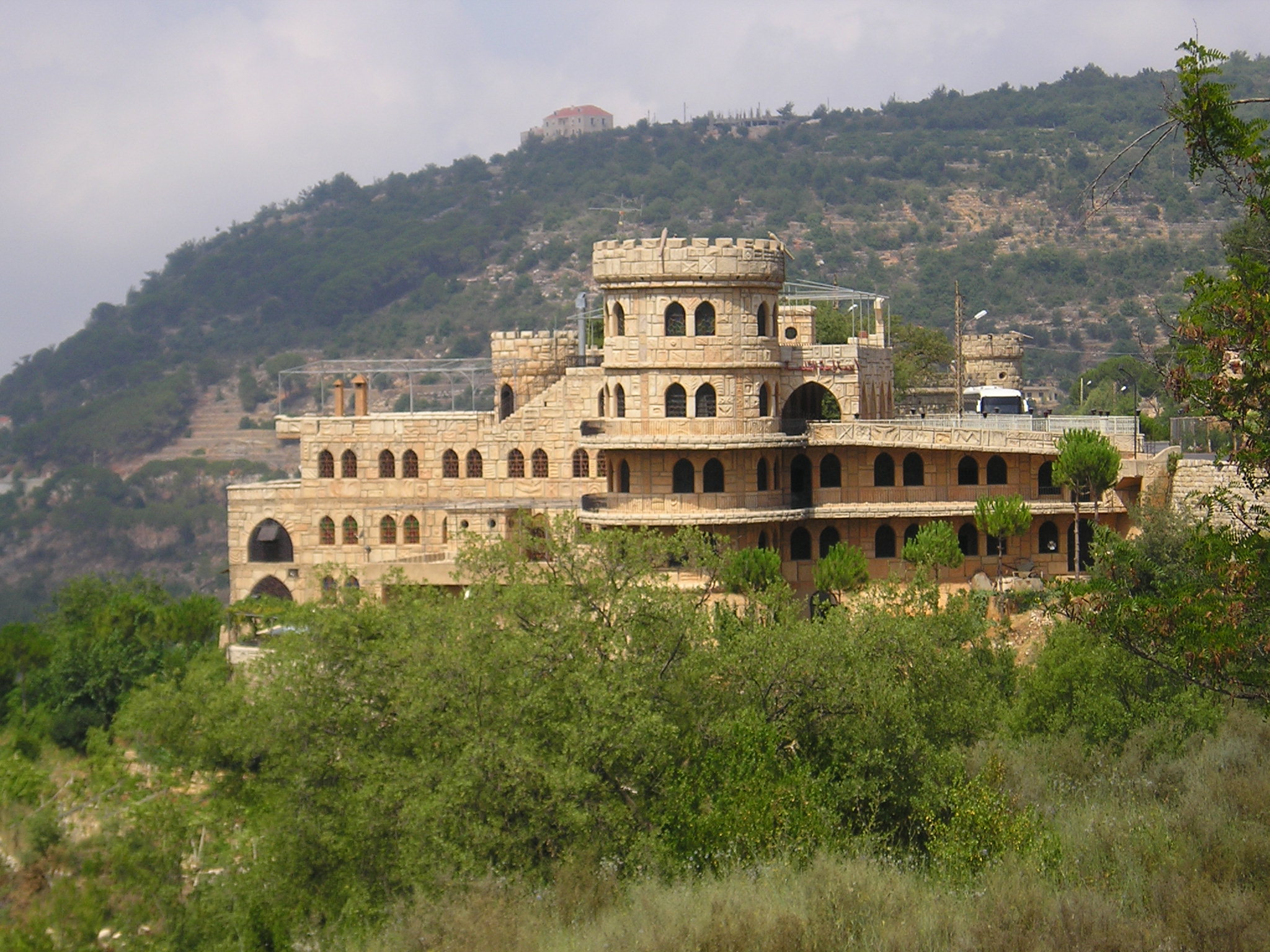
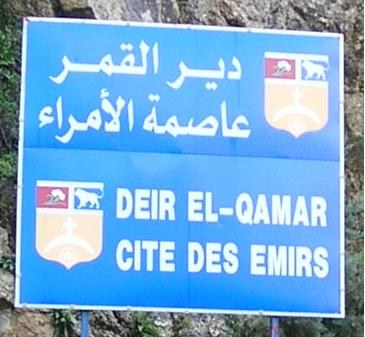

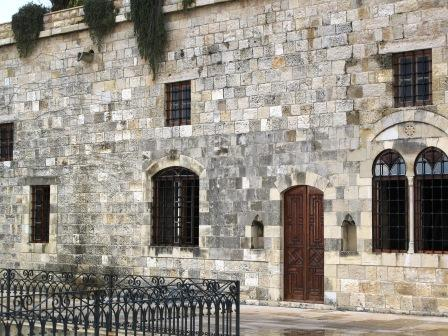
Synagogue de Deir al-Qamar.

## Universités et établissements scolaires
2 grandes universités et 7 établissements scolaires et techniques font de Deir-el-Qamar un centre d'éducation important dans la région du Chouf, auxquels s'ajoute le Centre culturel français du Chouf, centre régional du mont Liban sud (Chouf, Aley, Baabda), inauguré en 1993 par la ministre française de la culture, Catherine Tasca, et créé à la demande conjointe du président de la municipalité, Georges Dib Nehmé, et du député Walid Joumblatt, au lendemain de la guerre, en symbole d'une volonté de réconciliation,.
- L'Université Libanaise, UL, avec sa faculté des Beaux-Arts et des Arts appliqués.
- L'Université Notre-Dame de Louayzé, (NDU), avec ses multiples facultés.
- L'École Technique de Deir el Qamar et ses diverses spécialisations
- L'École des Saint-Cœurs de la Croix
- L'École officielle secondaire
- L'École de Mar Abda
- L'École des Sœurs de Saint Joseph de l'Apparition

## Translittération
Le nom de la ville est parfois orthographié en français "Deir el Kamar".
L'usage du "q", héritée de l'anglais, permet de traduire la lettre qaf, muette en dialecte libanais, à la différence du kaf.